# Коньков (Боковский район)
Коньков — хутор в Боковском районе Ростовской области.
Входит в состав Боковского сельского поселения.

## География
Хутор Коньков расположен в северной части Ростовской области, при впадении реки Ильинки в реку Чир, в 3 километрах к северу от станицы Боковской.
На хутре имеются две улицы: Коммуная и Коньковская.

## История
В Великую Отечественную войну 1941-1945 гг.  19 декабря 1942 года при штурмовке позиций противника у хутора Коньков  самолёт  лётчика  сержанта Абдирова Нуркена  был подбит и загорелся. Он направил горящую машину в колонну немецких танков. Погиб. Звание Героя Советского Союза было присвоено 31 марта 1943 года - посмертно. Награждён орденом Ленина.

## Население
| 1989 | 2002 | 2010 |
| ---- | ---- | ---- |
| 384  | ↘365 | ↗377 |

Население хутора составляет 378 человек (на 1 января 2011), имеется 119 домохозяйств.

## Инфраструктура
Хутор состоит из улиц Коммунной и Коньковской и переулка Чкалова.Закрыта Коньковская начальная общеобразовательная школа. (ул. Коньковская, д. 34а), который администрации сельского поселения никак не удаётся продать, продуктовая палатка, две артезианские скважины. Планируется газификация хутора.

## Достопримечательности
- Имеются два памятника.

Территория Ростовской области была заселена еще в эпоху неолита. Люди, живущие на древних стоянках и поселениях у рек, занимались в основном собирательством и рыболовством. Степь для скотоводов всех времён была бескрайним пастбищем для домашнего рогатого скота. От тех времен осталось множество курганов с захоронениями жителей этих мест. Курганы и курганные группы находятся на государственной охране.
Поблизости от территории хутора Конькова Боковского района расположено несколько достопримечательностей – памятников археологии. Они охраняются в соответствии с Федеральным законом от 25.06.2002 N 73-ФЗ "Об объектах культурного наследия (памятниках истории и культуры) народов Российской Федерации", Областным законом от 22.10.2004 N 178-ЗС "Об объектах культурного наследия (памятниках истории и культуры) в Ростовской области", Постановлением Главы администрации РО от 21.02.97 N 51 о принятии на государственную охрану памятников истории и культуры Ростовской области и мерах по их охране и др.
В районе хутора Конькова находятся 17 курганов. В соответствии с постановлением главы администрации Ростовской области от 21.02.1997 № 51 они являются памятниками археологии и находятся под охраной государства. Среди них:
- Курган "Коньков I". Находится на расстоянии около 120 метров к западу от хутора Конькова.
- Курган "Коньков II". Находится на расстоянии около 1,6 км к юго-западу от хутора Конькова.
- Курган "Коньков IV". Находится на расстоянии около 3,25 км к юго-западу от хутора Конькова.
- Курган "Коньков V". Находится на расстоянии около 4,3 км к юго-западу от хутора Конькова.
- Курган "Коньков VI". Находится на расстоянии около 5,9 км к юго-западу от хутора Конькова.
- Курган "Коньков VIII". Находится на расстоянии около 9,75 км к западу от хутора Конькова.
- Курган "Коньков IX". Находится на расстоянии около 10,75 км к западу от хутора Конькова.
- Курганная группа "Коньков III" (2 кургана). Находится на расстоянии около 2,1 км к юго-западу от хутора Конькова[6].